# Marion Ramsey
Marion Ramsey (Philadelphia, Pennsylvania, 1947. május 10. – Los Angeles, Kalifornia, 2021. január 7.) amerikai színésznő. Legismertebb szerepe Laverne Hooks őrmester a Rendőrakadémia-sorozatban (1984–1989).

## Filmjei
Mozifilmek
- Rendőrakadémia (Police Academy) (1984)
- Rendőrakadémia 2. – Az első bevetés (Police Academy 2: Their First Assignment) (1985)
- Rendőrakadémia 3. – Újra kiképzésen (Police Academy 3: Back in Training) (1986)
- Rendőrakadémia 4. – Zseniális amatőrök az utcán (Police Academy 4: Citizens on Patrol) (1987)
- Rendőrakadémia 5. – Irány Miami Beach! (Police Academy 5: Assignment: Miami Beach) (1988)
- Rendőrakadémia 6. – Az ostromlott város (Police Academy 6: City Under Siege) (1989)
- Őrült gyilkosok (Maniacts) (2001)
- The Stolen Moments of September (2007)
- Who Killed Soul Glow? (2012)
- Return to Babylon (2013)
- Wal-Bob's (2014)
- DaZe: Vol. Too (sic) - NonSeNse (2016)
- When I Sing (2018)

Tv-filmek
- Family Secrets (1984)
- Fő a káosz (Recipe for Disaster) (2003)
- Lavalantula (2015)
- 2 Lava 2 Lantula! (2016)

Tv-sorozatok
- The Jeffersons (1976, egy epizódban)
- Cos (1976)
- MacGyver (1990, egy epizódban)
- Beverly Hills 90210 (1991, egy epizódban)
- The Addams Family (1992–1993, hang, 21 epizódban)
- Johnny Bago (1993, egy epizódban)
- Daddy Dearest (1993, egy epizódban)
- A dadus (The Nanny) (1994, egy epizódban)
- Robot Chicken (2006, hang, egy epizódban)
- Tim and Eric Awesome Show, Great Job! (2009, egy epizódban)
- 3rd Eye (2018)